# Boarmia celosa
Boarmia celosa är en fjärilsart som beskrevs av Paul Dognin 1895. Boarmia celosa ingår i släktet Boarmia och familjen mätare. Inga underarter finns listade i Catalogue of Life.